# جیا (طارم)
جیا یک منطقهٔ مسکونی در ایران است که در دهستان چورزق واقع شده‌است.[۱] جیا ۵۸۳ نفر جمعیت دارد  . 

## جغرافیا
روستای جیا یکی از روستاهای سرسبز و حاصلخیز بخش چورزق از توابع شهرستان طارم در ۱۰۰ کیلومتری شمال غربی استان زنجان واقع شده‌است که از شرق به روستای کهیاو از شمال به روستای ارشت و از غرب به روستای ایچ و از طرف جنوب به کوه‌های باصفا و با مناظر دیدنی دربند و نهایتاً روستای زرنی محدود می‌باشد .
روستا پس از زلزله دلخراش ۳۱ خرداد ۱۳۶۹ به موقعیت کنونی تغییر مکان داده و به صورت منظم و برطبق نقشه‌ها و اصول مهندسی و با مصالح مقاوم ساخته شده‌است.

## محصولات باغی و زراعی
روستای جیا به دلیل وجود باغات زیاد کشاورزی و پتانسیل‌های زیاد در این زمینه در تولید میوه‌های باغی و کشاورزی از قطب‌های کشاورزی منطقه محسوب می‌شود.
درختان میوه مخصوصاً انواع هلو، انواع آلو در بهار و تابستان عطر و بوی خاصی به جاده کم عرض بین باغات روستا می‌دهد. گذشته از این مزارع سیر ، سیب زمینی، نخود فرنگی ،باقلا، و انواع فلفل، گوجه فرنگی ،گندم ،جو و باغ‌های مملو از انار، زیتون، انواع هلو، انواع آلو، گلابی، انواع سیب، زرد آلو، انواع انجیر ،انواع انگور، شاه توت و چندین محصول دیگر جلوه خاصی به روستا داده است. اگر در طارم و روستاهای اطراف بپرسید روستای جیا به واسطه چه محصولی معروف است بلااستثنا همه انار و سیر را نام می‌برند.

## زندگی اجتماعی
جیا مردمانی بسیار خون گرم و مهربان و روشنفکری دارد که به کار کشاورزی اشتغال دارند و به زبان ترکی صحبت می‌کنند و از روحیه تعاون و همکاری و همفکری بالایی برخوردارند . روستای جیا و باغ‌های اطراف آن جای بسیار دنج و زیبا جهت گذراندن یک روز تعطیل به همراه خانواده می‌باشد .
اکثریت جوانان این روستا علاقه خاصی به ادامه تحصیل دارند بگونه ای که اکثریت معلمان مقاطع ابتدایی و راهنمایی از جوانان روستا بوده و جوانان در مقاطع (کاردانی ،کارشناسی، کارشناسی ارشد، دکتری) فارغ التحصیل شده و یا مشغول به تحصیل می‌باشند.

## زبان
مردم روستا به زبان ترکی آذربایجانی تکلم می‌کنند.